# Въстание на Спартак
Въстанието на Спартак, наричано също Трета робска война, Гладиаторска война и Война на Спартак (на латински: Bellum Spartacium, Tertium Bellum Servile, 73 г. пр.н.е. – 71 г. пр.н.е.), е последното от серия неуспешни робски въстания срещу Римската република, известни като въстания на робите в Древен Рим. То е единственото, което пряко застрашава сърцето на римските владения в Италия, и е двойно по-тревожно за римляните заради нарастващата група от роби, която се сражава успешно срещу римската армия между 73 и 71 г. пр.н.е. В крайна сметка бунтът е смазан от военните усилия на един римски командир – Марк Лициний Крас. Въпреки тази победа въстанието има косвени последици за римската политика за години напред.
Между 73 и 71 г. пр.н.е. група от избягали роби (първоначално малко на брой, около седемдесет гладиатори), която скоро нараства до сто и двадесет хиляди мъже, жени и деца. Започват да обикалят Италия, като влизат в успешни сражения под ръководството на няколко водачи, между които и легендарния гладиатор Спартак. Възрастните, годни за бой, се доказват като изненадващо ефективни въоръжени сили и неведнъж се противопоставят успешно на римските военни части – местните патрули в Кампания, римската милиция и обучените римски легиони, предвождани от консули. Плутарх описва действията на робите като опит за бягство през Цизалпийска Галия, докато Апиан и Флор описват бунта като гражданска война, в която робите имат за цел да завладеят самия град Рим.
Римският сенат, разтревожен от продължаващите военни успехи на армията от роби, както и от грабежите на римските градове и селските райони, в крайна сметка изпраща армия от осем легиона под командването Марк Лициний Крас. Войната приключва през 71 г. пр.н.е., когато робите, водени от Спартак, след дълги и ожесточени боеве срещу легионите на Крас осъзнават, че пристигналите армии на Помпей и Лукул се опитват да ги хванат в капан. Това принуждава армията от роби да влезе в последна решителна битка срещу армията на Крас. В тази битка бунтовниците са разгромени.
Въстанието на Спартак има важно значение за политиката на Рим в следващите години. Крас и Помпей използват потушаването на въстанието за утвърждаване на политическите си кариери. Възползват се от обществения отзвук на успеха и силата на легионите си при изборите за консули през 70 г. пр.н.е. Техните действия като консули помагат за подкопаване на римските политически институции и допринасят за по-късното превръщане на Римската република в империя.

## Исторически контекст
През I век пр.н.е. Римската република преминава през дълъг период на криза, който довежда до окончателния ѝ крах и установяването на Римската империя. Политическата ситуация се характеризира с постоянна нестабилност през целия век, благодарение на непрекъснатите конфликти между популарите и оптиматите: след гражданската война между Гай Марий, който е homo novus и аристократа Сула и с последвалата диктатура на Сула, господството на оптиматите става все по-безспорно в сената и римската политика. В тази конфликтна ситуация през 80 пр.н.е. започва бунтът на Квинт Серторий. Той събира около себе си последователите на Марий, бягащи от режима на Сула и търсещи убежище в Испания. Съюзява с лузитаните и създава независима държава в рамките на републиката. През 76 пр.н.е. да се изправи срещу Серторий е изпратен Гней Помпей, който успява да победи след като Серторий е предаден и убит от собствените си хора през 72 пр.н.е. По същото време римляните са ангажирани на Изток с Третата Митридатова война водена от Луций Лицини Лукул срещу Митридат VI. Двата конфликта ефективно намаляват присъствието на войски в Италия, водейки до това римската армия да е неадекватна и неефективна, което позволява първоначалния успех на въстанието водено от Спартак.

### Римската република и робството
В римската история робите са важен фактор за развитието на икономиката. Робите са набавяни като работна сила по различни начини, включително чрез покупка от чуждестранни търговци и с поробване на чуждо население при военни действия (завладяване на територии). Войните през II и I век пр.н.е. докарват в Рим стотици хиляди роби от различни места. Малък брой роби работят като домашни прислужници и занаятчии; по-голямата част работят в мини и по нивите в Южна Италия и Сицилия.
Отношението към робите е грубо и дори жестоко в периода на Римската република. Според републиканските закони робите не са смятани за хора, а за вещи. Притежателите им могат да обиждат, да злоупотребяват, да нараняват или убиват робите си, без законът да изисква някакво наказание за тези действия. Има много категории роби. Най-многобройни и най-ниско в йерархията са тези, които работят в мините и по полетата и през целия си живот полагат тежък физически труд.
Прекалената жестокост и подтисничество на робите води до бунтове. През 135 г. пр.н.е. избухва първото робско въстание, през 104 г. пр.н.е. избухва второто. И двете въстания са в Сицилия, където малка група бунтовници успява да събере десетки хиляди последователи, желаещи да избягат от тежкия робски живот. Въпреки че въстанията се считат за сериозни масови безредици, продължават няколко години и изискват пряка военна намеса от сената, те никога не са смятани за сериозна заплаха за републиката. В континентална Италия никога не е имало бунтове на роби, нито робите са били разглеждани като потенциална заплаха за град Рим. Всичко това обаче се променя при третото робско въстание.

## Начало на въстанието (73 пр.н.е.)

### Бунтът в Капуа
В Римската република през I век пр.н.е. гладиаторските игри са един от най-популярните начини за развлечение. Имало няколко гладиаторски школи (Ludi) в Италия, където се обучават гладиаторите участващи в кървавите игри. В тези школи военнопленници, осъдени престъпници (които са смятани за роби) и свободни хора (дошли по собствено желание, като начин да си изкарват прехраната) са обучавани да се бият до смърт в гладиаторските представления. През 73 пр.н.е. група от около 200 гладиатори от школата на Гай Корнелий Лентул Батиат в град Капуа планират бягство. Когато планът им е разкрит, около 70 души успяват да се доберат до кухненски сечива („сатъри и шишове“) и проправят пътя си към свободата с бой, като в движение успяват и да вземат различни гладиаторски оръжия и брони.
Вече на свобода, гладиаторите избират водачите си, двама галски гладиатора Крикс и Еномай, както и Спартак за когото се знае, че е тракиец. Предполага се, че Спартак се е бил за римляните, като войник от тракийска помощна войска, но после е осъден на робство, или е осъден на робство след като е взет като военнопленник от римляните. Въпреки че древните източници описват Спартак като тракиец и някои автори го посочват като тракиец от племето меди, има няколко въпросителни относно националността на Спартак – тракиец (Traex; в множествено число траки: Thraces) е вид гладиатор в Рим, така че „тракиец“ може да се отнася само за стилът на бой в който е обучаван.
Избягалите роби успяват да победят малка група римски войници изпратени след тях от Капуа и се въоръжават с пленената войнишка екипировка. Източниците са малко противоречиви по отношение на реда на събитията непосредствено след бягството, но са съгласни, че тази група от избягали гладиатори ограбват региона около Капуа, взимат много други роби в своите редици, и в крайна сметка се оттеглят в по-безопасна позиция при Везувий.

### Победа над преторските войски
Тъй като бунтът избухва в Кампания – регион, който служи за почивка на влиятелните и богати римляни и където се намират много имения – въстанието бързо привлича вниманието на римските власти. Първоначално на въстанието се гледа по-скоро като на вълна от престъпност, а не като на въоръжен бунт.
По-късно през годината от Рим изпращат армия, командвана от претор да потуши въстанието. Римският претор Гай Клавдий Глабер събира армия от 3000 души, не като легион, а като милиция „събра ги набързо и на случаен принцип, римляните считали че това не е война, а по-скоро нападение с цел грабеж“. Силите на Глабер обграждат робите при Везувий и блокират единствения известен път, който води надолу по планината. Глабер има идея да чака, докато изтощените от глад и жажда робите не се предадат сами.
Въпреки че робите нямат военно обучение, силите на Спартак показват голяма изобретателност при употребата на наличните материали в местността. Също така използват и умна нетрадиционна тактика, когато се изправят срещу дисциплинираните римски войници. В отговор на обсадата на Глабер, мъжете водени от Спартак използват лози и дървета, растящи по склоновете на Везувий, за да направят въжета и стълби. С тези въжета и стълби избягалите роби слизат от страната на планината, която е противоположна на римляните, и незабелязано обграждат вражеските сили. В последвалата битка силите на Глабер са напълно унищожени.
След това поражение, втора експедиция, водена от претора Публий Вариний, е изпратена срещу бунтовниците. По някаква причина Вариний разделя силите си и ги поставя под командването на своите офицери Фурий (Furius) и Косиний (Cossinius). Плутарх казва, че Фурий командва 2000 мъже, но за останалите сили какви и колко са на брой и дали те са съставени от милиция или легионери няма информация. И този път робите побеждават – Косиний е убит, Вариний за малко щял да бъде пленен, а екипировката и оборудването на римските сили попада в ръцете на робите. След тези успехи все повече роби се присъединяват към редиците на Спартак, както и „много от пастирите и овчарите от региона“, с което броят на въстаниците нараства до 70 000 души. Разбунтувалите се роби прекарват зимата на 73 – 72 пр.н.е. тренирайки и въоръжавайки новите попълнения. Също така разширяват териториите, в които извършват набези, включително и градовете Нола, Турии, Нучерия (Nuceria) и Метапонт (Metapontum).
Победите на робите не стават без жертви. По време на бунта един от водачите на въстанието – Еномай – е загубен (вероятно убит в битка) и за него повече не се съобщава нищо в историческите извори.

## Цели и ръководство на въстанието
До края на 73 пр.н.е. Спартак и Крикс командват голяма група от въоръжени мъже, които се доказват като способни да се противопоставят на римските армии. Това, което са възнамерявали да направят с тази сила е трудно да се определи. В творбите на съвременниците писали за войната има много противоречиви теории, а тъй като в крайна сметка въстанието е потушено, няма източник от първа ръка, който да обясни каква е била целта и мотивацията на робите.
В много от популярните съвременни писания за войната, се твърди че е има разделение на фракции в редиците на избягалите роби – едните под командването на Спартак искат да спечелят свободата си, като избягат през Алпите, а другите под командването на Крикс искат да останат в Южна Италия и да продължат с набезите и грабежите. Теорията за разделение сред бунтовниците се основава на това, че: регионите, които са посочени от Флор като нападнати и разграбени от робите включващи градовете Турии и Метапонт са доста отдалечени от Нучерия и Нола. Това предполага наличието на две групи – Луций Гелий Публикола напада Крикс и група от 30 000 души под негово командване, за които е описано че са били отделени от основната група водена от Спартак; Плутарх описва как някои от избягалите роби предпочитат да грабят Италия, пред това да бягат през Алпите. Въпреки че теорията за разделянето на фракции не е в противоречие с древните източници, няма преки доказателства, които да подкрепят тази теория.
Измислени кино-истории, като филма от 1960 г. „Спартак“ на Стенли Кубрик показват Спартак, като борец за свобода в Древен Рим. Човек, който се бори против корумпираното римско общество с цел премахване на робството. Въпреки че това не е в противоречие с написаното от историците, няма исторически доказателства, които да посочват като цел на въстанието премахването на робството в Римската република. Самите действия на Спартак не изглеждат пряко насочени към премахване на робството.
Дори сред класическите историци, които пишат са въстанието няколко години след самите събития, има разделение относно това какви са били мотивите на Спартак. Апиан и Флор посочват като цел на въстанието нападение и превземане на Рим – въпреки че това може да е отражение на страховете на римляните. Ако все пак Спартак е имал за цел да нападне Рим, изглежда, че по някаква причина по-късно се е отказал от този план. Плутарх пише за това, че Спартак просто иска да избяга на север през Цизалпийска Галия, а след това хората му да се завърнат по домовете си.
Не е ясно дали робите са били хомогенна група под ръководството на Спартак. Въпреки че е предположение на всички римски историци, това може да е отражение на собственото им виждане за йерархия и отговорности в организацията на робите. Споменават се и други лидери на въстанието – Крикс, Еномай, Ганик и Каст, но от историческите източници няма как да разберем дали те са сътрудници, подчинени или равни, дали самите те са водили отделни групи или пътуват заедно със Спартак и водената от него група.

## Победа над консулските войски (72 пр.н.е.)
През пролетта на 72 пр.н.е. избягалите роби изоставят лагерите в които зимуват и се насочват на север към Цизалпийска Галия.
Сенатът разтревожен от размерите на въстанието и загубите на преторските войски на Глабер и Вариний изпраща консулски легиони под командването на Гней Клодиан и Луций Гелий Публикола. Първоначално римляните имат успех. Силите на Публикола нападат група от около 30 000 роби, които са командвани от Крикс и избиват 2/3 от бунтовниците, като в битката е убит и самият Крикс.
От този момент нататък има разминаване в написаното от историческите източници, това разминаване остава такова чак до включването във войната от страна на Марк Лициний Крас. Двете най-изчерпателни истории на бунта представени от Апиан и Плутарх, описват две много различни събития. Въпреки това, двете истории не се взаимоизключват, а просто описват две съвсем различни събития. Описаното от Апиан не се споменава в историята на Плутарх и обратно (описанието на Плутарх, не се споменава от Апиан).

### Версията на Апиан
Според Апиан битката между легионите на Публикола и силите на Крикс близо до планината Гарган (Mount Garganus) е началото на една дълга и сложна поредица от военни маневри, които почти водят до това, силите на Спартак да нападнат самия град Рим.
След победата си над Крикс, Луций Гелий Публикола се отправя на север в преследване на основната група от роби водени от Спартак – група която се е отправила в посока Цизалпийска Галия. Армията на Гней Корнелий Лентул Клодиан е разположена на пътя към Галия и консулите се надяват да хванат избягалите роби в капан между двете армии. Силите на Спартак се срещат с легиона на Клодиан и в последвалата битка го разбиват, след това се връщат назад и разбиват и армията на Публикола, карайки оцелелите римляни да се разбягат в пълен безпорядък. Апиан твърди, че Спартак в чест на Крикс накарал около 300 пленени римски войника да се бият до смърт, като гладиатори.
След тази победа Спартак се насочва на север с робите които го следват (около 120 000 души), но преди това „изгори всички ненужни неща, уби всички затворници и закла всички товарни животни, за да се ускори движението“.
Победените консулски армии се завръщат в Рим да се прегрупират, докато Спартак и робите, които го следват се движат на север. Консулите отново атакуват Спартак в района на Пиценум и отново са разбити.
Апиан казва, че това е моментът в който Спартак се отказва да нападне Рим – което предполага, че това е била целта му след победата при Пиценум  – отказва се „защото той не се считаше готов за такъв вид битка, тъй като силите му не бяха подходящо въоръжени, нямаше град присъединил се към тях, а бяха само роби, дезертьори и паплач“. След това Спартак решава да се оттегли отново в Южна Италия. Там робите превземат Турии и околността, въоръжават се и ограбват територията. Стоките от грабежите е разменена с търговци за бронз и желязо (от които са направени още оръжия). Провеждат се и още няколко сблъсъка с римски сили, които са спечелени от робите.

### Версията на Плутарх
Описанието на събитията написани от Плутарх се различават съществено от написаното от Апиан.
Според Плутарх след битката между легиона на Публикола и мъжете водени от Крикс (които Плутарх описва като „германците“) близо до планината Гарган (Mount Garganus), силите на Спартак се бият срещу легиона командван от Клодиан, побеждават го пленяват провизиите и екипировката на римляните и се насочват директно към Северна Италия. След това поражение двамата консули са освободени от сената като командващи войските и са отзовани да се завърнат обратно в Рим. Плутарх не споменава за битка между Спартак и силите водени от Публикола, нито споменава за каквато и да е битка между Спартак и обединените консулски легиони при Пиценум.
Плутарх след това продължава с подробности за конфликт, който не е описан в историята на Апиан. Според Плутарх армията на Спартак продължава на север и достига до региона на Мутина (в наше време Модена). Там, римска армия наброяваща около 10 000 войника, под командването на Гай Касий Лонгин – проконсул на Цизалпийска Галия, опитва да спре устрема на робите, но също е победена.
След битката срещу Гай Касий Лонгин, Плутарх не споменава за други събития случили се преди сблъсъка на Марк Лициний Крас със Спартак през пролетта на 71 пр.н.е. Плутарх не споменава и поход към Рим или превземането на град Турии – събития които са описани от Апиан. Въпреки това Плутарх пише как Крас принудил Спартак и следващите го роби да се оттеглят на юг от Пиценум. От това може да се направи извод, че разбунтувалите се роби са пристигнали в Пиценум от юг в началото на 71 пр.н.е., което означава, че те се оттеглят от Мутина за да прекарат зимата на 72 – 71 пр.н.е. в южна или централна Италия. Защо са се върнали в Италия, когато няма причина да не избягат през Алпите (каквато е целта на Спартак според Плутарх) – не е обяснено.

## Война срещу Крас (71 пр.н.е.)
Въпреки противоречията на източниците за събитията случили се през 72 пр.н.е., изглежда има съгласие за това, че Спартак и последователите му са в южната част на Италия през 71 пр.н.е.

### Крас поема командването
Сенатът вече разтревожен от нестихващия бунт в Италия, поверява командването на Марк Лициний Крас със задачата въстанието да бъде потушено. Политиката и командването на войска не са чужди за Крас, който служи като полеви командир на Луций Корнелий Сула по времето на втората гражданска война между Сула и Гай Марий през 82 пр.н.е., а също така е на служба при Сула при последвалото управление на диктатора.
Крас получава ранг претор и командването на шест нови легиона като допълнение на получените по-рано два консулски легиона на Публикола и Клодиан, като общия брой възлиза на около 40 000 – 50 000 обучени войника. За запазване на дисциплината, Крас третира своите легиони с тежки, дори може да се каже брутални методи, като възобновява децимацията. Апиан не е сигурен дали след като поема командването Крас прилага децимация само на двата консулски легиона заради по-ранните им загуби и малодушието им или децимацията обхваща цялата армия заради по-късни загуби в битките (при която децимация са убити до 4000 легионера). Плутарх съобщава само за децимация при която са убити 50 легионера от една кохорта, като наказание за загуба на силите водени от Мумий (Mummius, легат на Крас) след първата битка със Спартак. Независимо от това каква е истината за броя на загиналите при децимация, изглежда този метод показва на войниците му, че Крас е „по-опасен за тях от колкото врага“ и, че за тях е по-добре да побеждават отколкото да разочароват военачалника си.

### Крас и Спартак
Когато Спартак и робите отново тръгват на север, Крас разделя силите си на две групи. Първата група от шест легиона разполага на границата на региона (Плутарх твърди, че първата битка между легионите на Крас и силите на Спартак се провежда в региона на Пиценум, докато Апиан твърди че мястото е близо до региона на Самниум), а втората група състояща се от два легиона под командването на легата Мумий (Mummius) има задача да маневрира зад Спартак, но с изричната заповед да не влиза в битка с бунтовниците. Въпреки заповедите на Крас, когато Мумий вижда възможност да се прояви, той не се подчинява на военачалника си и напада Спартак, като в последвалата битка римляните са разгромени. Въпреки тази първоначална загуба, Крас влиза в битка със Спартак и го побеждава, като убива и около 6000 от робите-бунтовници.
Изглежда, че военното щастие сега преминава на страната на римляните. Легионите на Марк Лициний Крас са победители в няколко битки, като убиват хиляди от робите и принуждават Спартак да отстъпи на юг през Лукания към проливите близо до Месина. Според Плутар, Спартак сключва сделка с пирати от Киликия да транспортират него и 2000 от неговите мъже към Сицилия, където възнамерява да разпали нов бунт на роби и да събере подкрепления. Пиратите обаче предават Спартак, взимат договорената сума и изоставят робите. Някои източници посочват и опитите на бунтовниците да построят свои собствени салове и лодки, но Крас взима някакви (не се уточнява точно какви) мерки за да попречи на бунтовниците да преминат в Сицилия, като с тези мерки отказва робите от строенето на лодки и салове.
След това силите на Спартак отстъпват към Региум. Легионите на Крас ги следват и при пристигането си успяват да построят укрепления в провлака на Региум, въпреки постоянните атаки от страна на бунтовниците. Робите сега се оказват под обсада и без възможност да си набавят хранителни и други запаси.

### Край на въстанието
По това време легионите на Помпей се завръщат в Италия, след като успешно са потушили бунта на Квинт Серторий в Римска Испания.
В източниците няма съгласие относно това дали Крас е поискал подкрепления или сената просто се възползва от завръщането на Помпей в Италия, но на Помпей е било наредено да не се връща в Рим, а директно да се насочи към южните части на Италия за да помогне на Крас. Също така сената изпраща подкрепления под командването на „Лукул“ – погрешно смятан от Апиан за Луций Лициний Лукул, който по това време командва римските сили в Третата Митридатова война. Изглежда „Лукул“ на Апиан е проконсулът на Македония, Марк Теренций Варон Лукул (консул през 73 пр.н.е. и по-малък брат на Луций Лукул). С легионите на Помпей идващи от север и с пристигането на легионите на Лукул в Брундизум, Крас разбира че ако той не потуши бунта бързо „лаврите ще бъдат обрани“ от военачалниците идващи на помощ (Помпей и Лукул). За да избегне подобен сценарии Крас притиска легионите си за да завърши конфликта бързо.
Разбирайки за движението на Помпей, Спартак опитва да преговаря с Крас за приключване на конфликта преди да са пристигнали римските подкрепления. Когато Крас отказва, част от силите на Спартак пробиват обсадата и побягват към планините на запад от Петелия (Petelia, сега Стронголи), преследвани от легиони на Крас. Римляните успяват да хванат роби разделени от основната група, които са командвани от Каст и Ганик и убиват 12 300 от тях. Въпреки това легионите на Крас също търпят загуби, тъй като някои от робите вместо да бягат се обръщат и посрещат римляните – командвани от кавалерийски офицер Луций Квинкций (Lucius Quinctius) и квестора Гней Тремелий Скрофа (Gnaeus Tremellius Scrofa). Робите обаче не са професионална армия, а и вече били на предела на възможностите си и физическите си сили. Не способни да бягат повече, малки групи от бунтовници започнали да се отделят от основната група и да нападат неорганизирано идващите легиони на Крас. След нарушаването на дисциплината и започналия разпад на редиците на армията му, Спартак обръща цялата си сила за да посрещне легионите. В тази последна отчаяна битка силите на Спартак са напълно победени, като повечето от робите са убити на бойното поле. Съдбата на Спартак остава неизвестна, тъй като тялото му никога не е намерено, но историците смятат че той е загинал в битката заедно със своите хора.

## Последици
Бунтът на робите (третата война на робите) е смазан от Крас. Въпреки че силите на Помпей не се бият директно срещу Спартак, неговите легиони идващи от север залавят около 5000 бунтовници бягащи от битката, „всеки един, от които е изклан“. След това Помпей изпраща писмо до сената в което пише, че въпреки това че Крас победил робите в открита битка, самият Помпей сложил края на войната. Въпреки че с това си действие Помпей печели голяма част от славата, това е причина и за враждебност и омраза от страна на Крас към него.
Повечето бунтовници са убити на бойното поле, но около 6000 от тях са пленени от легионите на Крас. Всичките 6000 са разпънати на кръстове по протежението на Виа Апия от Рим до Капуа.
Помпей и Марк Лициний Крас извличат огромна политическа полза от потушаването на бунта. И двамата се завръщат в Рим с легионите си и отказват да ги разпуснат, вместо това ги оставят на лагер извън града. И двамата са номинирани за консули за 70 пр.н.е., въпреки че Помпей не отговаря на изискванията за кандидатурата – той е твърде млад и никога не е заемал длъжностите претор или квестор. Все пак и двамата са избрани за консули за 70 пр.н.е., което от части се дължи и на заплахата от въоръжените им легиони, които лагеруват извън града.
Ефектът, който оказва въстанието на Спартак върху нагласите към робството в римското общество е трудно да се определи. Със сигурност бунтът силно разтърсва римските граждани, които „от чист страх изглежда започват да третират своите роби по-малко грубо, отколкото преди“. Богатите собственици на  латифундии  започват да намаляват броя на използваните роби и вместо тях наемат голям брой свободни, но безимотни хора, които да обработват земята и да се занимават със селското стопанство. С края на галските войни на Юлий Цезар през 52 пр.н.е. чак до император Траян (98 – 117 от н.е.), Рим не води големи войни и не завоюва територии с което се прекратява и доставката на евтина работна ръка под формата на роби. През този период се увеличава и използването на свободни хора, като работници в земеделските стопанства.
Статутът и законовите права на робите започват да се променят. По времето на император Клавдий (41 – 54 от н.е.) конституцията се променя, като убийството на стар или болен роб започва да се смята за криминално деяние и ако такива роби са изоставени от собствениците им, те автоматично стават свободни хора. През управлението на император Антонин Пий (138 – 161 от н.е.) законите допълнително разширяват правата на робите – като държат отговорни собствениците за убийство на роби; законово принуждават собствениците да продават робите, които доказано са малтретирани и осигуряването на неутрален (теоретично) орган пред който робите могат да се оплакват за нарушения на закона. Въпреки че тези законодателни промени са направени твърде късно, за да бъдат пряк резултат от въстанието на Спартак, те все пак представляват правната кодификация на промяна в отношението на римляните към робите, което се развива в продължение на десетилетия.
Трудно е да се определи в каква степен събитията от тази война допринасят за правата на робите в Рим. Краят на робската война изглежда съвпада с края на периода, през който в Рим се използва голямо количество роби, и начало на период на ново (по-добро) отношение към робите в римското общество и законодателство. Въстанието на Спартак е третото и последно въстание на роби от т.нар. Въстания на робите в Древен Рим и в Римската република или империя никога повече не избухва робско въстание с подобен магнитуд.

### Антични автори
- Апиан, Civil wars Penguin Classics; New Ed edition, 1996. ISBN 0-14-044509-9.
- Юлий Цезар, Commentarii de Bello Gallico.
- Цицерон, The Orations of Marcus Tullius Cicero, literally translated by C. D. Yonge, „for Quintius, Sextus Roscius, Quintus Roscius, against Quintus Caecilius, and against Verres“. London. George Bell & Sons. 1903. OCLC: 4709897
- Публий Аний Флор, Epitome of Roman History. Harvard University Press, 1984. ISBN 0-674-99254-7
- Секст Юлий Фронтин, Stratagems, Loeb edition, 1925 by Charles E. Bennett. ISBN 0-674-99192-3
- Гай Юриста, Gai Institvtionvm Commentarivs Primvs
- Тит Ливий, This History of Rome
- Тит Ливий, Periochae, K.G. Saur Verlag, 1981. ISBN 3-519-01489-0
- Павел Орозий, Histories.
- Плутарх, Mestrius, Plutarch's Lives, „The Life of Crassus“ и „The Life of Pompey“. Modern Library, 2001. ISBN 0-375-75677-9.
- Салустий, Histories, P.McGUSHIN (Oxford, 1992/1994) ISBN 0-19-872140-4
- Сенека, De Beneficiis
- Светоний, Lives of the Twelve Caesars: The Life of Claudius.

### Модерни автори
- Момзен, Теодор. Римска история //   Проект Гутенберг, 2004. ISBN 0-415-14953-3. (на английски)
- Bradley, Keith. Slavery and Rebellion in the Roman World //   Bloomington, Indiana University Press, 1989. ISBN 0-7134-6561-1. (на английски)
- Broughton, T. Robert S. Magistrates of the Roman Republic, vol. 2 //   Cleveland, Case Western University Press, 1968. (на английски)
- Davis, William Stearn. Readings in Ancient History: Illustrative Extracts from the Sources, 2 Vols, Vol. II: Rome and the West //   Boston, Allyn and Bacon, 1912 – 13. (на английски)
- Matyszak, Philip. The enemies of Rome //   Thames & Hudson, 2004. ISBN 0-500-25124-X. (на английски)
- Strachan-Davidson, J. L. Appian, Civil Wars: Book I //   Oxford University Press, 1902 (преиздадена 1969). (на английски)
- William Smith, D.C.L., LL.D. A Dictionary of Greek and Roman Antiquities //   London, John Murray, 1875. (на английски)
- Antonelli, Giuseppe. Crasso, il banchiere di Roma //   Roma, Newton & Compton, 1986. ISBN 88-8183-103-1. (на италиански)
- Scullard, Howard H. Storia del mondo romano, volume 2 – Dalle riforme dei Gracchi alla morte di Nerone //   Milano, Rizzoli, 1992. ISBN 88-17-11575-4. (на италиански)
- Brizzi, Giovanni. Storia di Roma //   Bologna, Pàtron, 1997. ISBN 88-555-2419-4. (на италиански)